# 15 aC

## Esdeveniments
Imperi romà
- Marc Vipsani Agripa va creuar cap al Regne del Bòsfor on va imposar com a rei a Polemó I (15 aC) i va fer tornar les àguiles romanes que havien estat preses per Mitridates III de Commagena.
- Nòrica és conquerida completament.[1]

## Naixements
- Germànic, general romà.

## Necrològiques
- Luci Munaci Planc, consol romà.